# 土井利勝
土井利勝（日语：／ Doi Toshikatsu，1573年4月19日—1644年8月12日）是日本安土桃山時代的武將，江戶時代初期大名。水野信元的兒子，江戶時代的老中、大老。小見川藩、佐倉藩及古河藩第一代藩主，土井家宗家初代當主。官職是從四位下、大炊頭、侍從。幼名松千代、勘三郎。

## 生涯
1573年3月18日，利勝出生，是家康之舅‧織田家臣水野信元之三男。1576年（天正4年）信元因被疑與武田氏互通消息而遭處死。年幼的利勝被德川家收留並成為土井利昌的養子。
利勝出生時正值家康對正室築山殿冷淡的時期，而利勝自年幼就受到家康破格寵愛，甚至獲許以非三河國譜代之身跟隨家康進行獵鷹。因此很早就有土井利勝為家康落胤(私生子)的傳說，<土井家譜> 亦記載利勝為家康私生子。

## 江戶時代前
7歲時與年紀相近的安藤重信及青山忠成跟隨德川秀忠，役料收入為200俵。1600年（慶長5年）跟隨秀忠參與攻擊上田城戰爭，因攻城問題浪費不少時間，未能趕及參與關原的戰役，戰後獲得武藏國500石領地。1601年就任徒頭，1602年成為了1萬石小見川藩大名。

## 江戶時代
1604年（慶長9年），負責處理朝鮮正使呂祐吉訪日本事務。1605年（慶長10年）4月，德川秀忠上洛從後陽成天皇就任征夷大將軍，而隨行的利勝亦在4月29日就任從五位下大炊頭，以後成為了秀忠的左右手。
1608年成功處理日蓮宗及淨土宗的爭執。1610年1月，移封至佐倉3萬2千石。10月本多忠勝病逝，利勝成為了秀忠的老中。1612年加封4萬5千石。大坂之役的夏之陣，跟隨德川秀忠後動，當大野治長猛攻後進行反攻，利勝取得98個首級。戰後加封6萬2千5百石，與青山忠俊及酒井忠世保護德川家康。1616年（元和2年）以秀忠名義制訂武家諸法度及一國一城令，告知眾大名戰國時代已經完結。德川家康死後葬在久能山的葬禮由利勝負責所有一切事務。
1623年（元和9年），秀忠讓位給家光，幕後掌政，利勝與青山忠俊及酒井忠世協助家光，繼續發揮他的政治手腕。1625年加封14萬石。
1633年增封古河16萬石。1635年（寬永12年）增加武家諸法度內參勤交代規則其19條，確立幕府的支配體制。1636年制定新的貨幣寬永通寶取代原有的永樂通寶，寬永通寶在明治時代初期仍然在日本流通。1637年以中風為由辭去老中，德川家光勸留下繼續留職。1638年病情恢復，利勝晉升成為大老。
1644年（寬永21年）6月利勝開始臥在病床上。7月10日在江戶城病逝，家督由利隆繼承。墓地在茨城縣古河市大手町正定寺及東京都港區芝增上寺。法號是穩譽泰翁覺玄寶地院。畫像在茨城縣古河市內正定寺收藏。

## 家庭
- 正室松平近清女兒，名字不詳
- 側室榮福院
- 側室松花院
- 側室正壽院
- 長男土井利隆
- 次男土井勝正
- 三男土井利長
- 四男土井利房
- 五男土井利直
- 女（名字不詳）、生駒正俊正室
- 女（名字不詳）、堀正次正室
- 女（名字不詳）、松平賴重正室
- 女（名字不詳）、井上吉政室
- 女（名字不詳）、那須資彌正室
- 養女（名字不詳）、高木正則室